# Pipra
Pipra – rodzaj ptaków z podrodziny gorzyków (Piprinae) w rodzinie gorzykowatych (Pipridae).

## Zasięg występowania
Rodzaj obejmuje gatunki występujące w Ameryce Południowej.

## Morfologia
Długość ciała 11–11,5 cm; masa ciała 11,5–19 g.

## Systematyka

### Etymologia
- Pipra (Pigra): nazwy gatunkowej Parus Pipra Linnaeus, 1758; gr. πιπρα pipra (także πιπρω piprō, πιπρως piprōs i πιπων pipōn) „mały ptak” wspomniany przez Arystotelesa i innych autorów, nigdy nie został właściwie zidentyfikowany, a wcześniej fałszywie powiązano go z dzięciołem πιπω pipō. Związek tej nazwy z kolorowymi, neotropikalnymi gorzykami wydaje się przypadkowy[8].
- Cirrhipipra (Cirrhopipra): łac. cirrus „włosie, włosy” (por. gr. κιρρος kirrhos „opalony, pomarańczowy”); rodzaj Pipra Linnaeus, 1764 (gorzyk)[9]. Gatunek typowy: Pipra filicauda von Spix, 1825.
- Teleonema: gr. τελεος teleos „doskonały”; νημα nēma, νηματος nēmatos „nić, przędza”[10]. Gatunek typowy: Pipra filicauda von Spix, 1825.

### Podział systematyczny
Do rodzaju należą następujące gatunki:
- Pipra filicauda von Spix, 1825 – gorzyk drutosterny
- Pipra aureola (Linnaeus, 1758) – gorzyk szkarłatny
- Pipra fasciicauda Hellmayr, 1906 – gorzyk ognisty